# スター・イット・アップ
「スター・イット・アップ」（Stir It Up）は、ボブ・マーリーが作詞作曲した楽曲。1967年にボブ・マーリー&ザ・ウェイラーズがシングルとして発表。ジョニー・ナッシュのカバー・バージョン（1972年、全米12位）や、ザ・ウェイラーズのファースト・アルバムに収録されたバージョン（1973年）で知られる。

## 概要
1971年、テキサス州出身のジョニー・ナッシュはスウェーデンの恋愛映画『Vill så gärna tro』に主演することとなった。ボブ・マーリーは映画のサウンドトラックをナッシュと作るため、同国にわたった。映画は同年9月に公開され、ザ・ウェイラーズはナッシュとともに11月から12月までイギリスでツアーを行った。ところがツアーが終わるとメンバーたちの所持金は底をつき、彼らはジャマイカに帰国することができなくなった。おまけに労働許可が下りなかったため、働いて金を稼ぐことすらできない事態に陥った。グループはロンドンのロード・マネージャーのブレント・クラークを通じて、アイランド・レコードのクリス・ブラックウェルに頼み込んだ。ブラックウェルはアルバム制作費用として前金（4000ポンド、または8000ポンドと言われている）を渡し、ザ・ウェイラーズはその金で本国に戻った。
1972年、ナッシュは、ザ・ウェイラーズが1967年にシングルとして出した「スター・イット・アップ」を録音。同年5月、エピック・レコードからシングルA面として発表した。
同時期の1972年5月から10月にかけて、ザ・ウェイラーズはキングストンの複数のスタジオでアルバムのためのレコーディングを行った。そのなかに「スター・イット・アップ」も含まれていた。同年冬、マーリーはロンドンにわたり、マスターテープをブラックウェルに渡した。ブラックウェルはスタジオ・ミュージシャンによるオーバーダビングを施し、リミックスを行った。「スター・イット・アップ」では、ジョン・バンドリックのシンセサイザーと、ワウペダルを効かせたウェイン・パーキンズのギターが付け加えられた。
1973年4月13日、ザ・ウェイラーズ名義のアルバム『キャッチ・ア・ファイア』が発売される。なおジッポーライターを模したオリジナルのジャケットは、のちにマーリーの大写しの写真のジャケットに差し替えられ、その際に名義も「ボブ・マーリー&ザ・ウェイラーズ」に変わった。
ナッシュのカバー・バージョンは発売後しばらくしてからチャートインし、1973年4月21日付のビルボード・Hot 100で12位を記録。ビルボードのイージーリスニングチャートで6位を記録した。イギリス、カナダ、アイルランドなどでもヒットした。
2001年3月21日、『キャッチ・ア・ファイア』のデラックス・エディションが発売。オーバーダビング前のオリジナル・ジャマイカ・バージョンが全曲収録された。